# Catastrophe ferroviaire de Dancheon
La catastrophe ferroviaire de Dancheon est un déraillement survenu le 26 décembre 2023 en Corée du Nord ayant fait 400 morts.

## Accident
Le 26 décembre 2023, un train de voyageurs quitte Pyongyang à destination de Geumgol. Le train transporte neuf wagons, les premiers wagons immédiatement derrière la locomotive étant réservés au transport de classe supérieure, constitués de fonctionnaires du gouvernement. Les neuf wagons arrière sont destinés aux citoyens ordinaires et aux travailleurs de la classe inférieure. À cette date, la majorité des passagers sont des ouvriers se dirigeant vers les mines de Komdok.
Après avoir quitté la gare de Tanchon,  la prochaine étape du voyage nécessite que le train gravisse une section de voie raide. Le train lui-même est électrique et sa source d'énergie provient des lignes aériennes qui alimentent le moteur en énergie.
Alors que le train monte la colline, une soudaine surtension fait perdre toute puissance au train, qui commence à reculer et à descendre la pente. La locomotive est alors partie en vrille, les freins ne pouvant pas être activés. Dans un virage, les sept derniers wagons déraillent, les wagons de classe supérieure ainsi que la locomotive principale étant restés sur les rails sans dommage. 400 personnes sont mortes dans l'accident et les survivants sont transportés à l'hôpital de Dancheon.